# Juliane Köhler
Juliane Köhler (Göttingen, 6 de agosto de 1965) é uma atriz alemã.
Recebeu o Urso de Prata (melhor atriz) do Festival de Berlim em 1999, por sua atuação no filme Aimée & Jaguar.
Participou do elenco de Eden à l'Ouest (2009), dirigida por Costa-Gavras.
Interpretou ainda Eva Braun,a mulher de Adolf Hitler,no filme Der Untergang (2004).